# 2-Ethylhexylacrylat
2-Ethylhexylacrylat gehört zu der Gruppe der Acrylate. Es ist eine farblose, bei Raumtemperatur flüssige chemische Verbindung mit süßlichem Geruch.

## Gewinnung und Darstellung
Das als Racemat vorliegende 2-Ethylhexylacrylat wird z. B. durch Veresterung von Acrylsäure mit racemischem 2-Ethylhexanol in Gegenwart von Hydrochinon als Polymerisationsinhibitor und einer starken Säure, wie z. B. Methansulfonsäure mit Toluol als Schleppmittel in einer Reaktivdestillation in hoher Ausbeute hergestellt.

## Eigenschaften

### Chemische Eigenschaften
2-Ethylhexylacrylat besitzt eine starke Neigung zu polymerisieren. Die Polymerisation kann durch Licht, Peroxide, Verunreinigungen oder Hitze hervorgerufen werden. Die Polymerisationswärme beträgt −78,2 kJ·mol−1 bzw. −424 kJ·kg−1. Es kann in Kombination mit starken Oxidationsmitteln heftige Reaktion hervorrufen. Die chemischen, physikalischen und toxikologischen Eigenschaften können allerdings durch Zusätze oder Stabilisatoren stark modifiziert werden.

### Sicherheitstechnische Kenngrößen
2-Ethylhexylacrylat gilt als schwer entzündbare Flüssigkeit. Oberhalb des Flammpunktes können sich entzündliche Dampf-Luft-Gemische bilden. Die Verbindung hat einen Flammpunkt bei 86 °C. Der Explosionsbereich liegt zwischen 0,8 Vol.‑% (60 g/m3) als untere Explosionsgrenze (UEG) und 6,0 Vol.‑% als obere Explosionsgrenze (OEG). Der untere Explosionspunkt liegt bei 77 °C. Die Zündtemperatur beträgt 245 °C. Der Stoff fällt somit in die Temperaturklasse T3.

## Verwendung
2-Ethylhexylacrylat gehört zusammen mit Butylacrylat zu den wichtigsten Basismonomeren zur Herstellung von Acrylatklebstoffen. 2-Ethylhexylacrylat kann durch radikalische Polymerisation zu Makromolekülen mit einer Molmasse bis zu 200.000 g/mol reagieren. Um die Eigenschaften des resultierenden Stoffes zu modifizieren, können andere Monomere wie Vinylacetat, Methylacrylat und Styrol oder Moleküle mit funktionellen Gruppen zugegeben werden. Die Verbindung findet auch als Reaktivverdünner bei der radikalischen Strahlenhärtung Verwendung.